# فريدريك مولر (مصارع رياضي)
فريدريك مولر (بالسويدية: Fredrik Schön)‏ هو مصارع رياضي سويدي، ولد في 11 يوليو 1987.

## وصلات خارجية
- فريدريك مولر على موقع قاعدة بيانات المصارعة الدولية (الإنجليزية)
- فريدريك مولر على موقع أوليمبيديا (الإنجليزية)
- فريدريك مولر على موقع اللجنة الأولمبية السويدية (السويدية)